# Stockholmski arhipelag
Stockholmski arhipelag (švedski: Stockholms skärgård) je najveći arhipelag u Švedskoj, a drugi najveći arhipelag na Baltičkom moru (najveći je u Finskoj Ålandski otoci).
Arhipelag se proteže od Stockholma oko 60 kilometara na istok. U smjeru sjever-jug uglavnom slijedi obalnu liniju pokrajina Södermanland i Uppland, dosegnuvši otprilike Oja otok na jugu i Väddö na sjeveru. Odvojen je od Ålanda prolazom Južni Kvarken. Druga skupina otoka leži dalje na sjeveru, u blizini grada Öregrunda. Postoji oko 30.000 otoka i hridi. Neki od poznatijih otoka su Dalarö, Finnhamn, Grinda, Husarö, Ingarö, Isö, Ljusterö, Möja, Nämdö, Rödlöga, Tynningö, Utö, Svartsö i Värmdö.
Najveći gradovi na arhipelagu, osim Stockholmu, su Nynäshamn, Vaxholm i Norrtälje.
Selo Ytterby poznato je među kemičarima jer su u njegovoj blizini pronađeni minerali itria koji čine itrij, erbij, terbij i iterbij. Minerali ova 4 elementa dobili su naziv po selu u kojem su pronađeni. Otkriće lantana, holmija, tulija i gadolinija također proizlazi iz minerala ovog mjesta.
Krajolik je u visini zemljišta. Otoci porastu za oko tri milimetra godišnje. Godine 1719. arhipelag je imao procijenjuje se oko 2.900 stanovnika uglavnom ribara. Danas je arhipelag popularna destinacija za odmor s 50.000 vikendica ( uglavnom u vlasništvu građana Stockholma). Zaklada Stockholmski arhipelag posvećena je očuvanju prirode i kulture arhipelaga, posjeduje oko 15% od ukupne površine.

## Vanjske poveznice
- Zaklada Stockholmski arhipelag